# Biserica evanghelică din Petriș

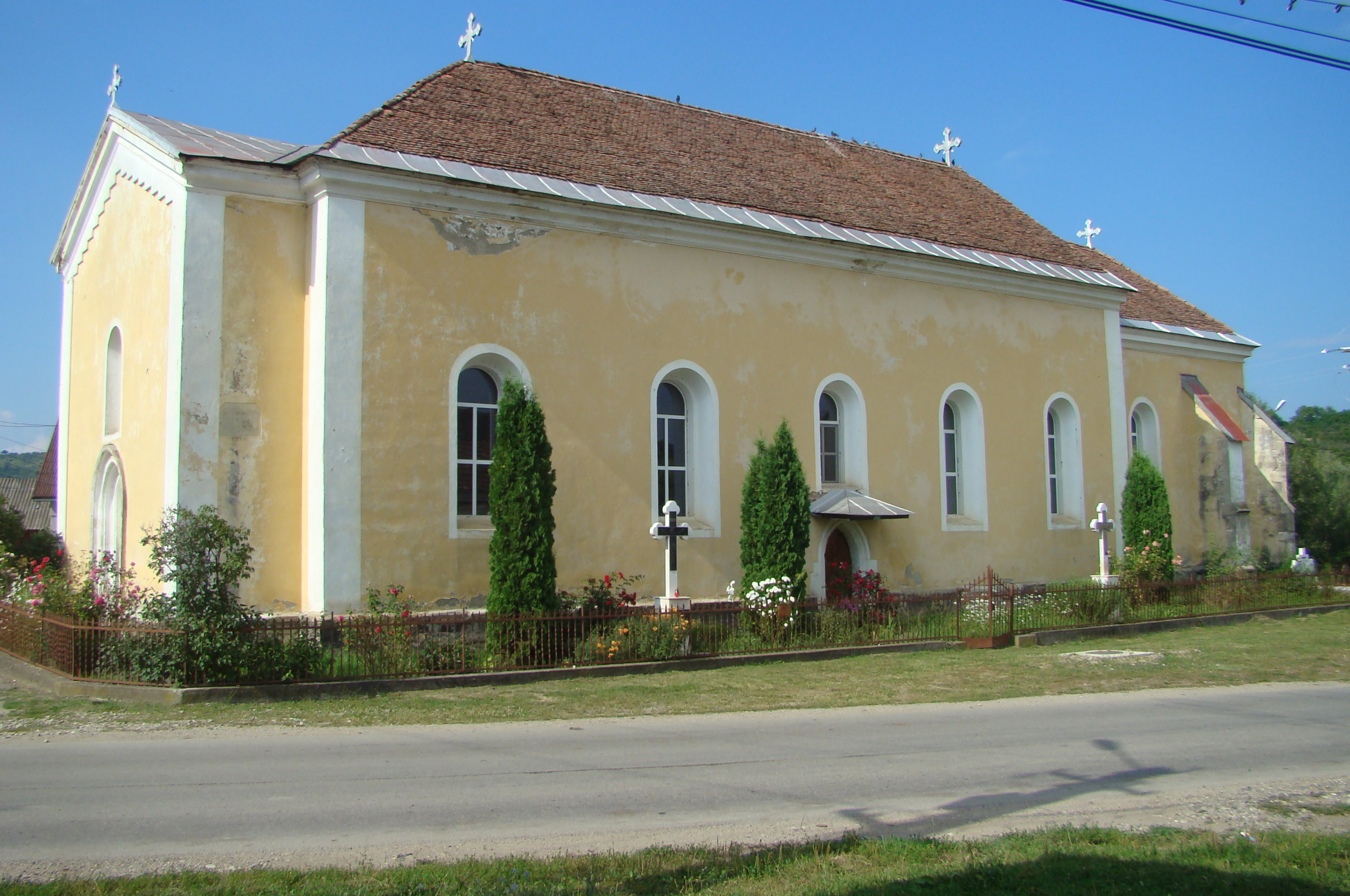
Biserica evanghelică din Petriș, comuna Cetate, județul Bistrița-Năsăud, foto: august 2018.

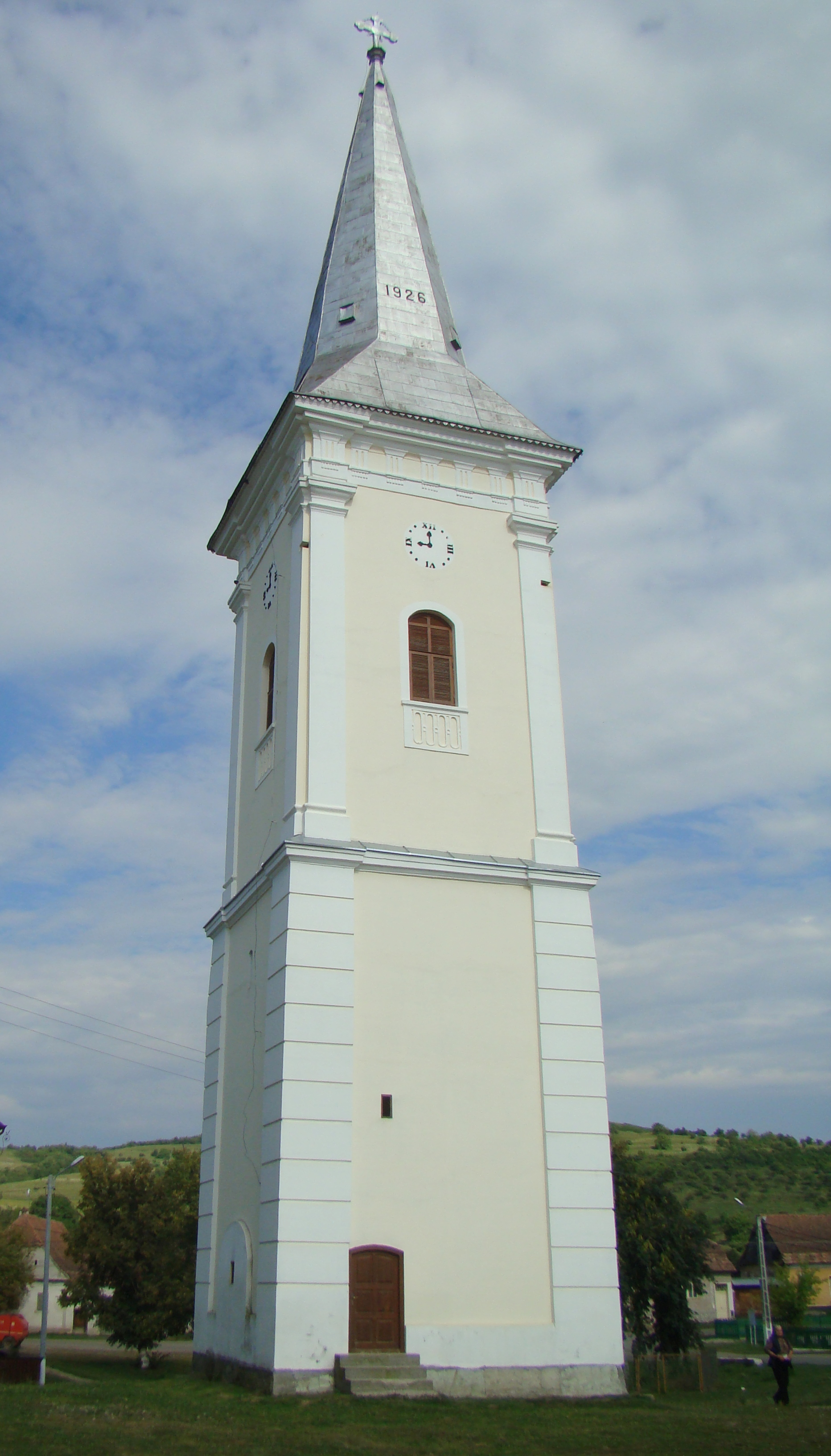
Turnul-clopotniță

Biserica evanghelică din Petriș, comuna Cetate, județul Bistrița-Năsăud, a fost ridicată între secolele XIII-XV. Figurează pe lista monumentelor istorice 2015, cod LMI BN-II-a-A-01684.

## Localitatea
Petriș (în dialectul săsesc Peterschdref, Pâteršdraf, în germană Petersdorf-Bistritz, colocvial Petersdorf, în maghiară Petres, Petresfalva, Péterfalva, Újfalupetres) este un sat în comuna Cetate din județul Bistrița-Năsăud, Transilvania, România. Prima atestare documentara datează din anul 1311, când regele Ungariei, Robert Carol poruncește în luna martie Capitlului de Alba Iulia să trimită un martor, care împreună cu trimisul său să hotărnicească satul Petriș, pe care îl donează magistrului Mayus, mare paharnic și Comite de Bistrița.

## Biserica
Biserica a fost construită între secolele XIII-XV, modificări ulterioare fiind făcute în secolele XVIII și XIX. Turnul-clopotniță a fost construit între anii 1820-1822. Biserica a dispus de o orgă construită în 1861 de Samuel Friedrich Binder.
Cartierul românesc se afla în partea sudică a așezării și a primit o biserică de lemn în anul 1903, când s-a terminat refacerea bisericii donate localității de sătenii din Ilva Mare, unde fusese edificată la 1748. După exodul sașilor transilvăneni, biserica evanghelică a fost cumpărată de comunitatea ortodoxă, modificată la interior conform cerințelor cultului ortodox și a primit hramul „Sfântul Mare Mucenic Dimitrie, izvorâtorul de mir”.

## Imagini din exterior

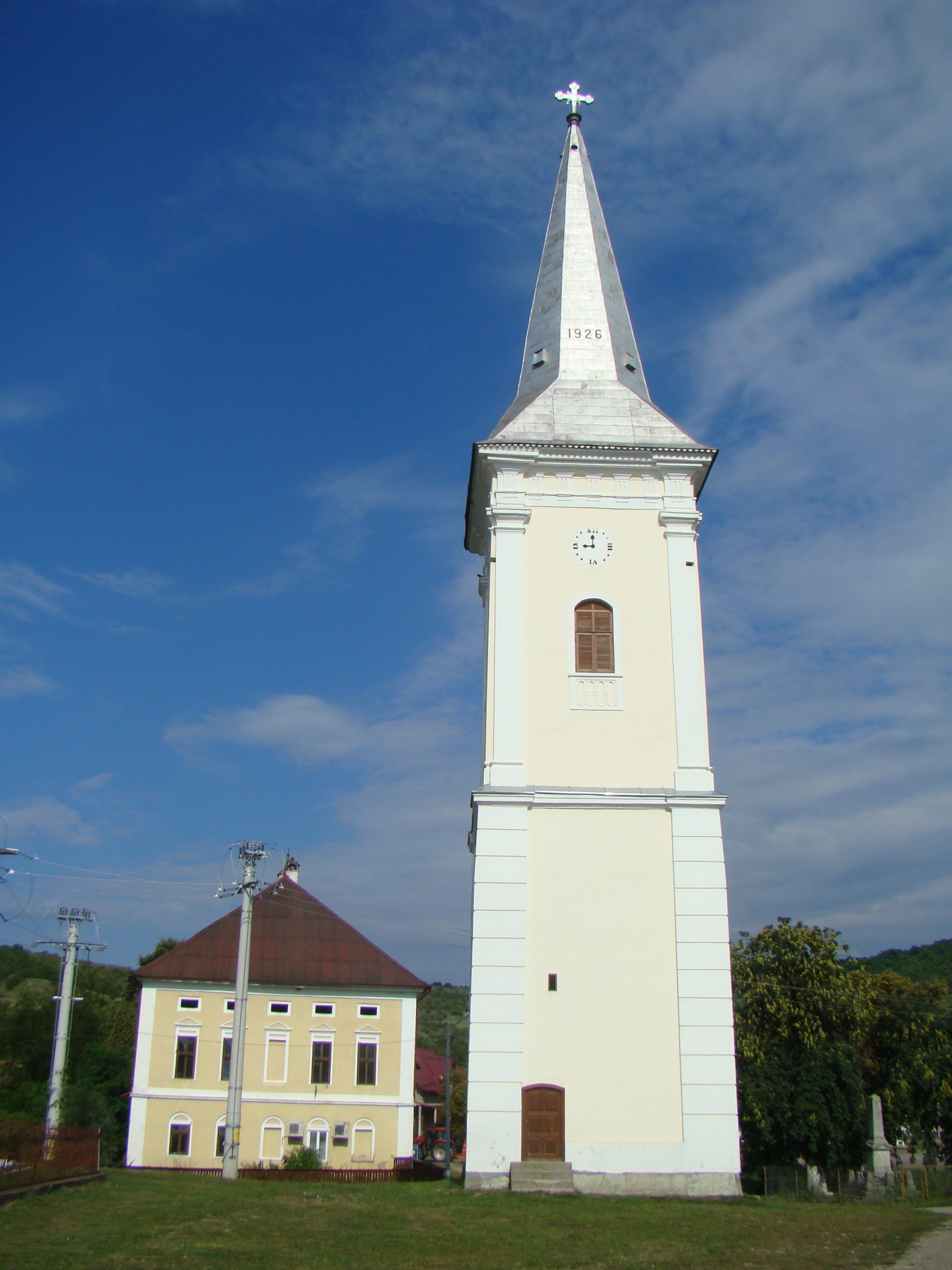
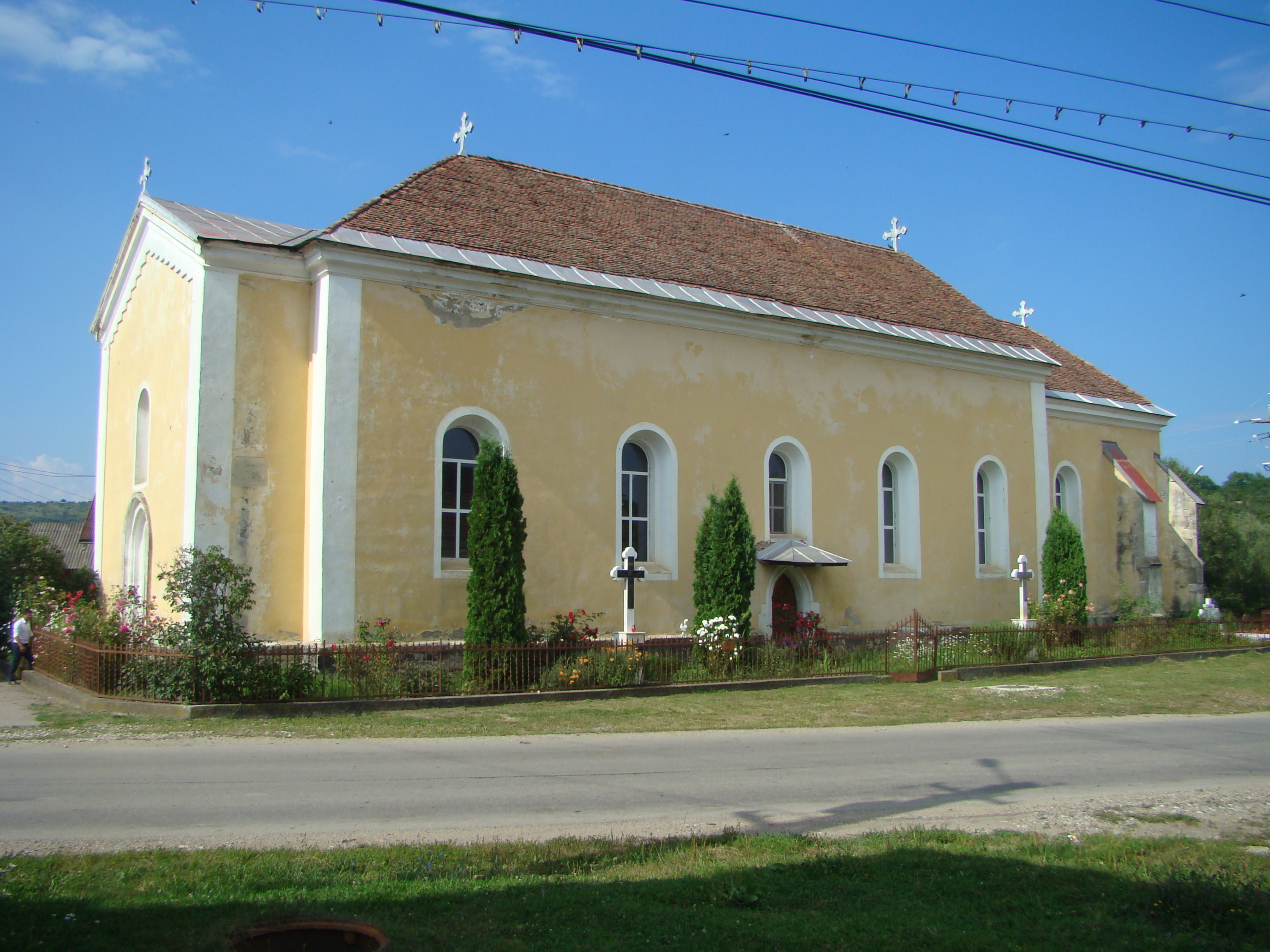
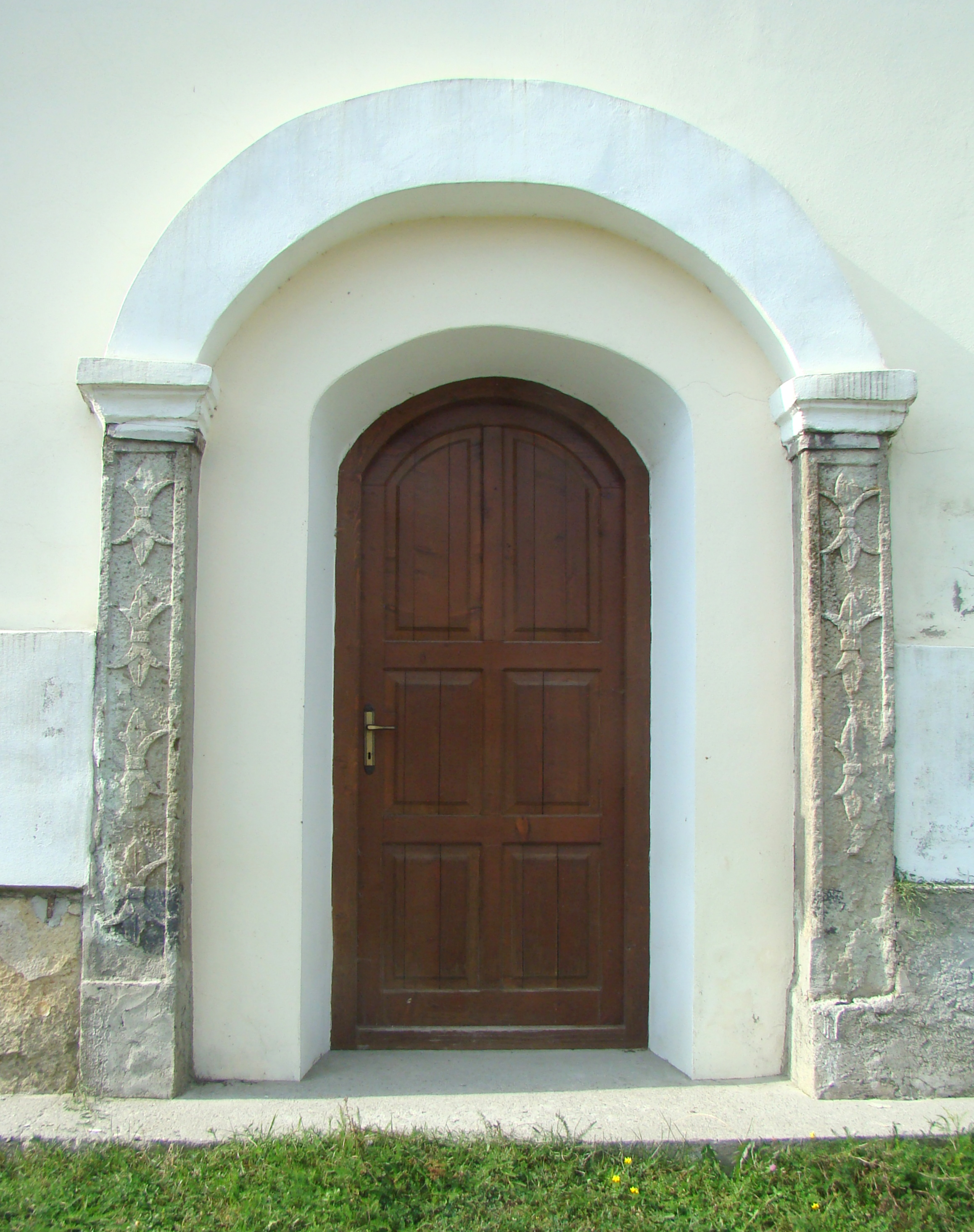
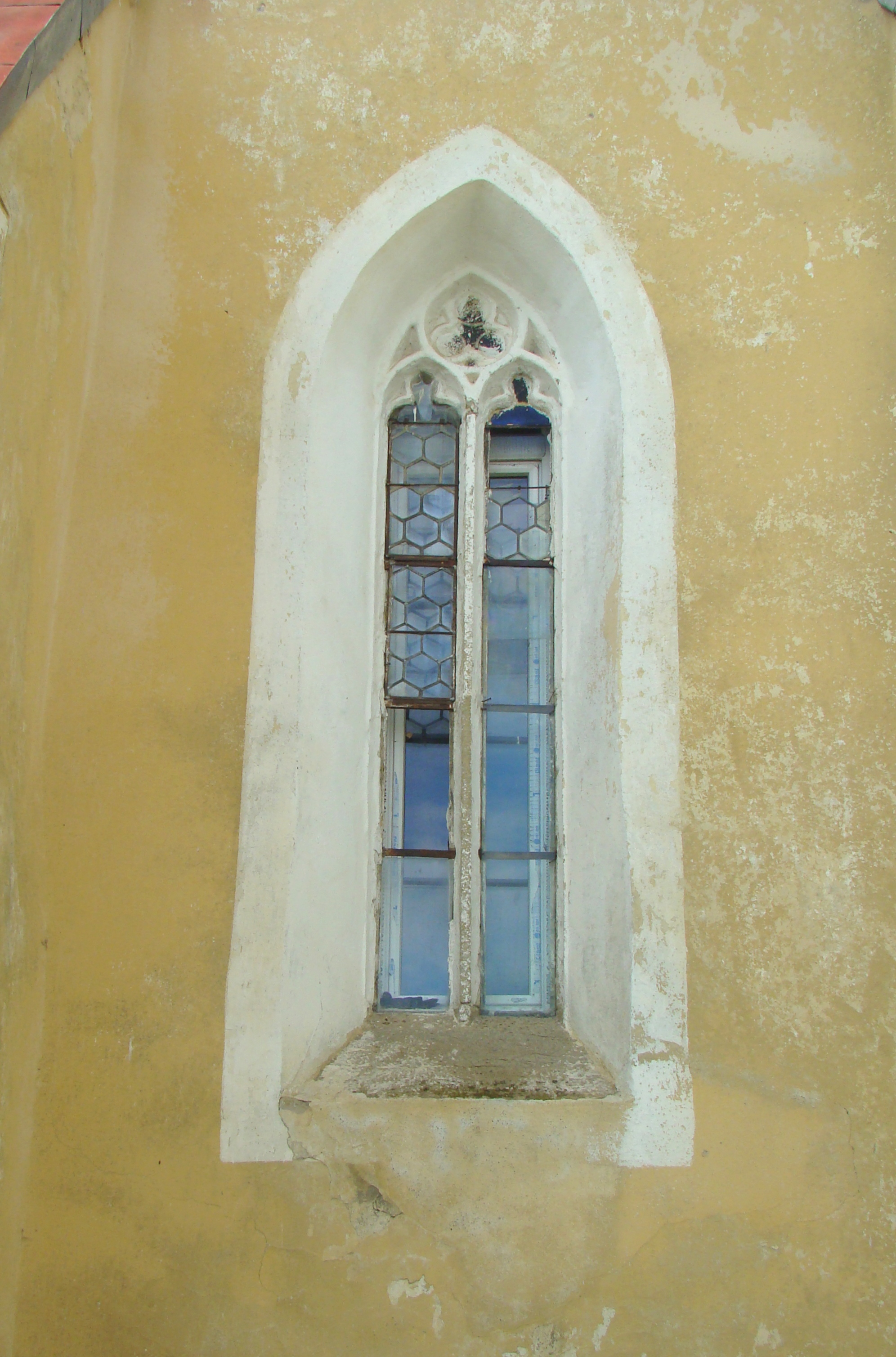
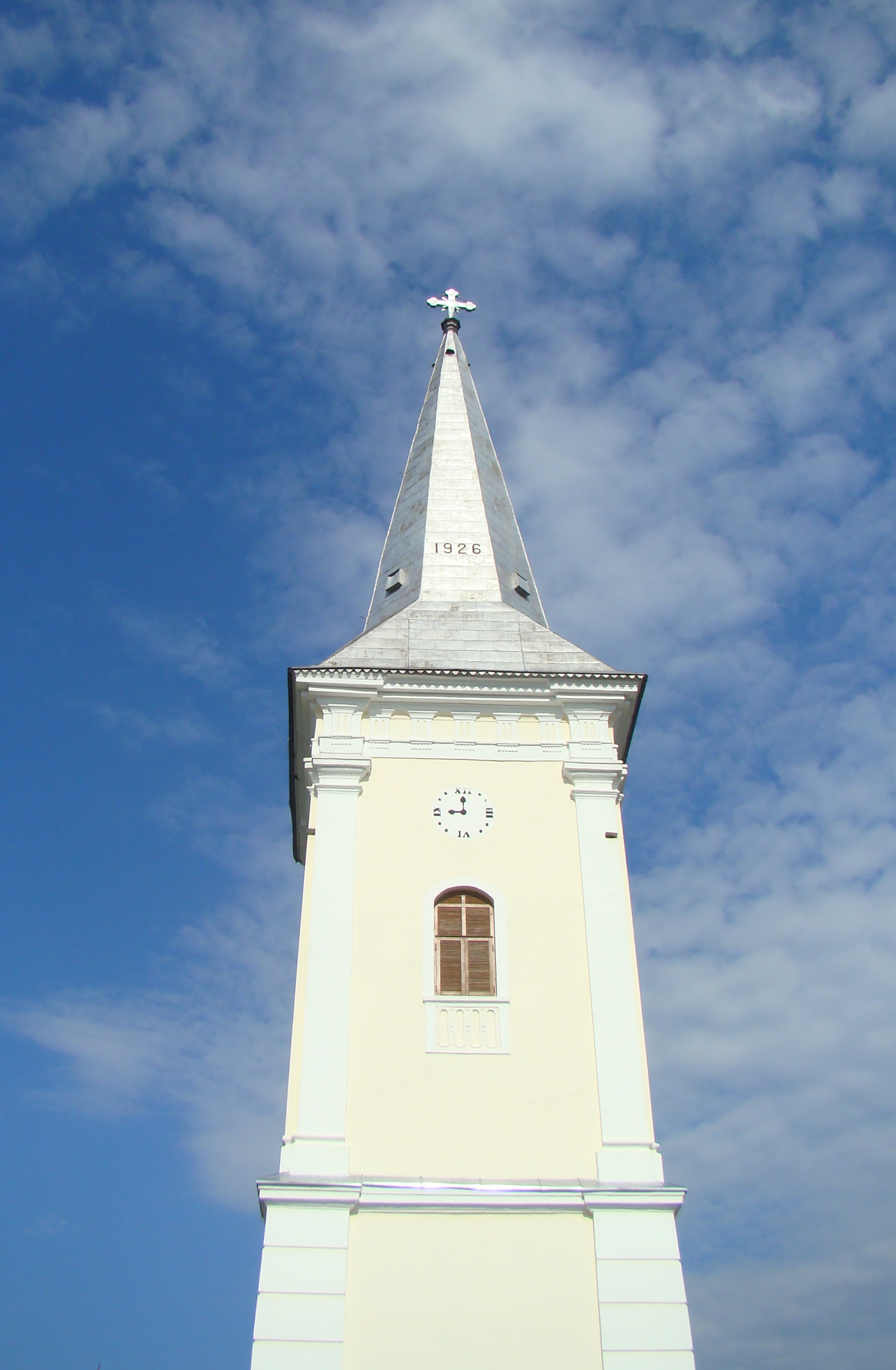
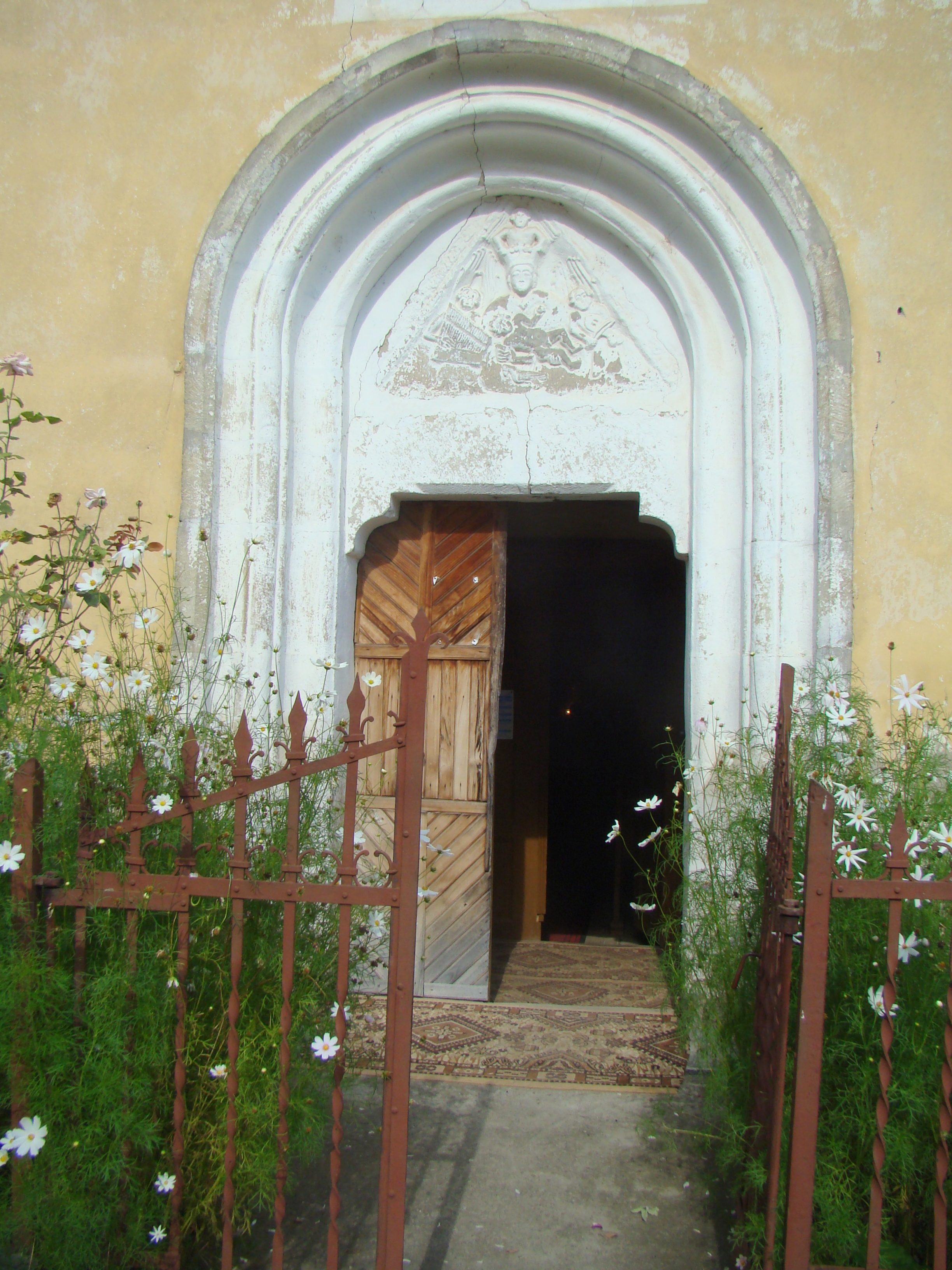
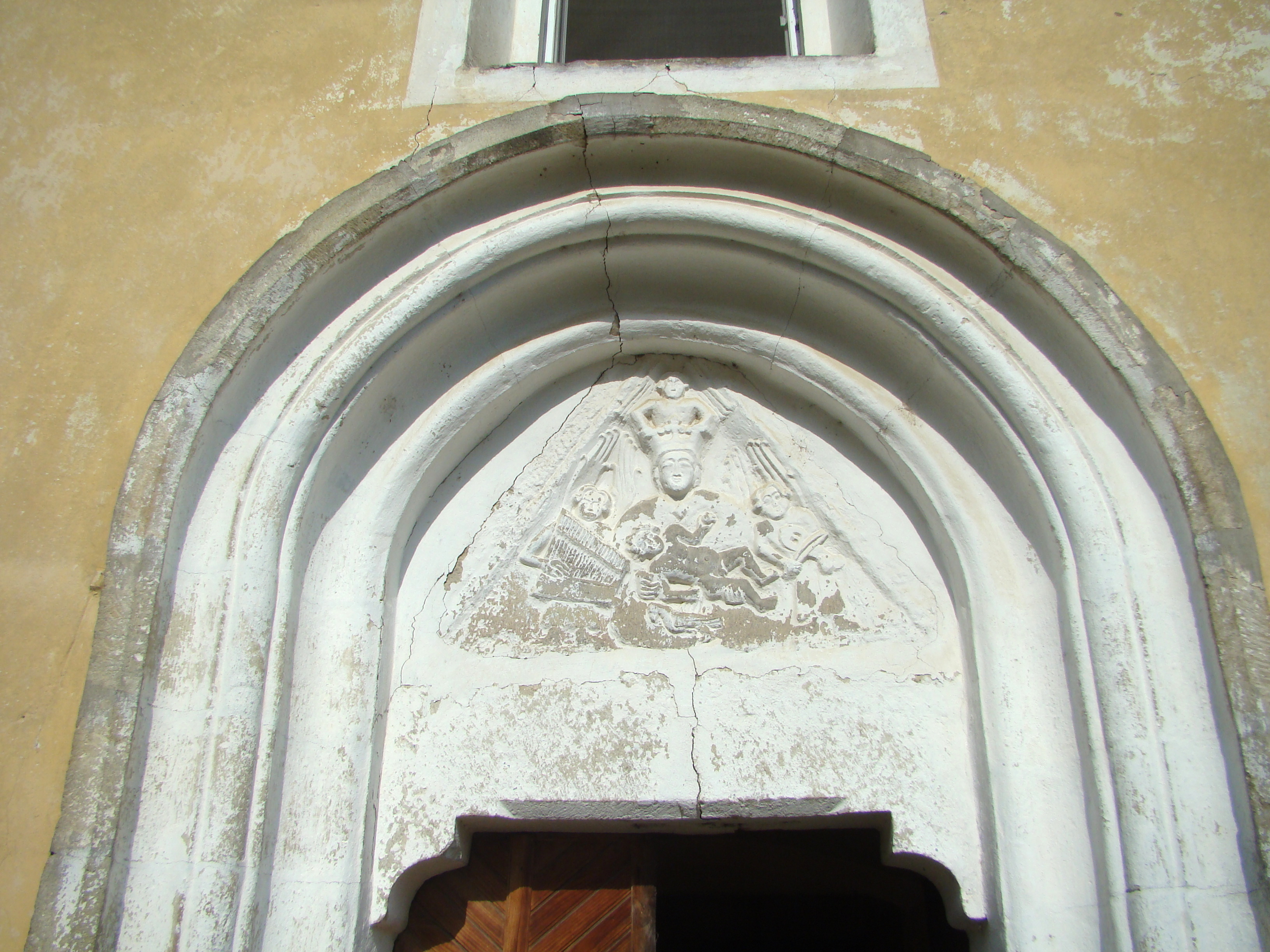
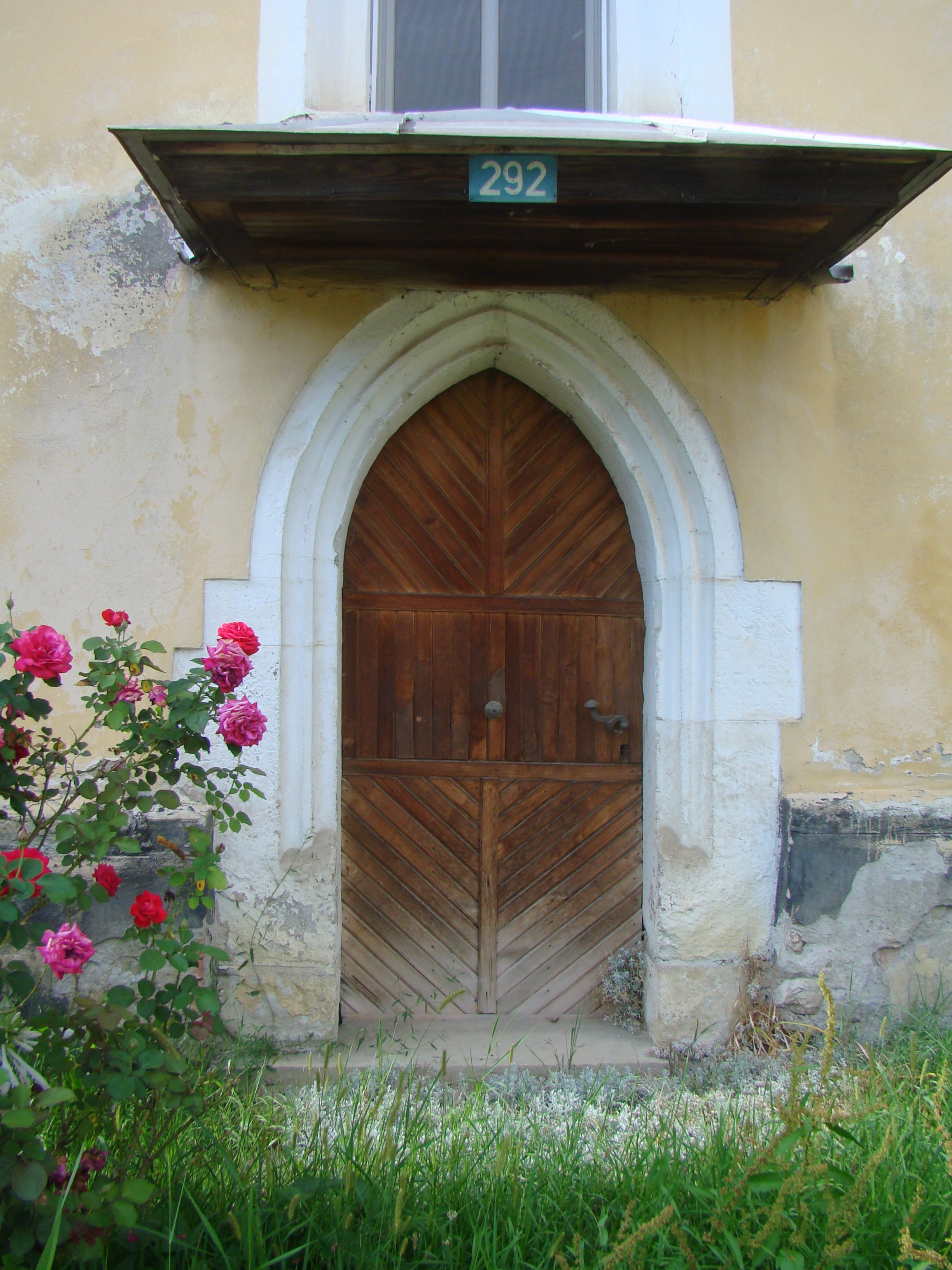
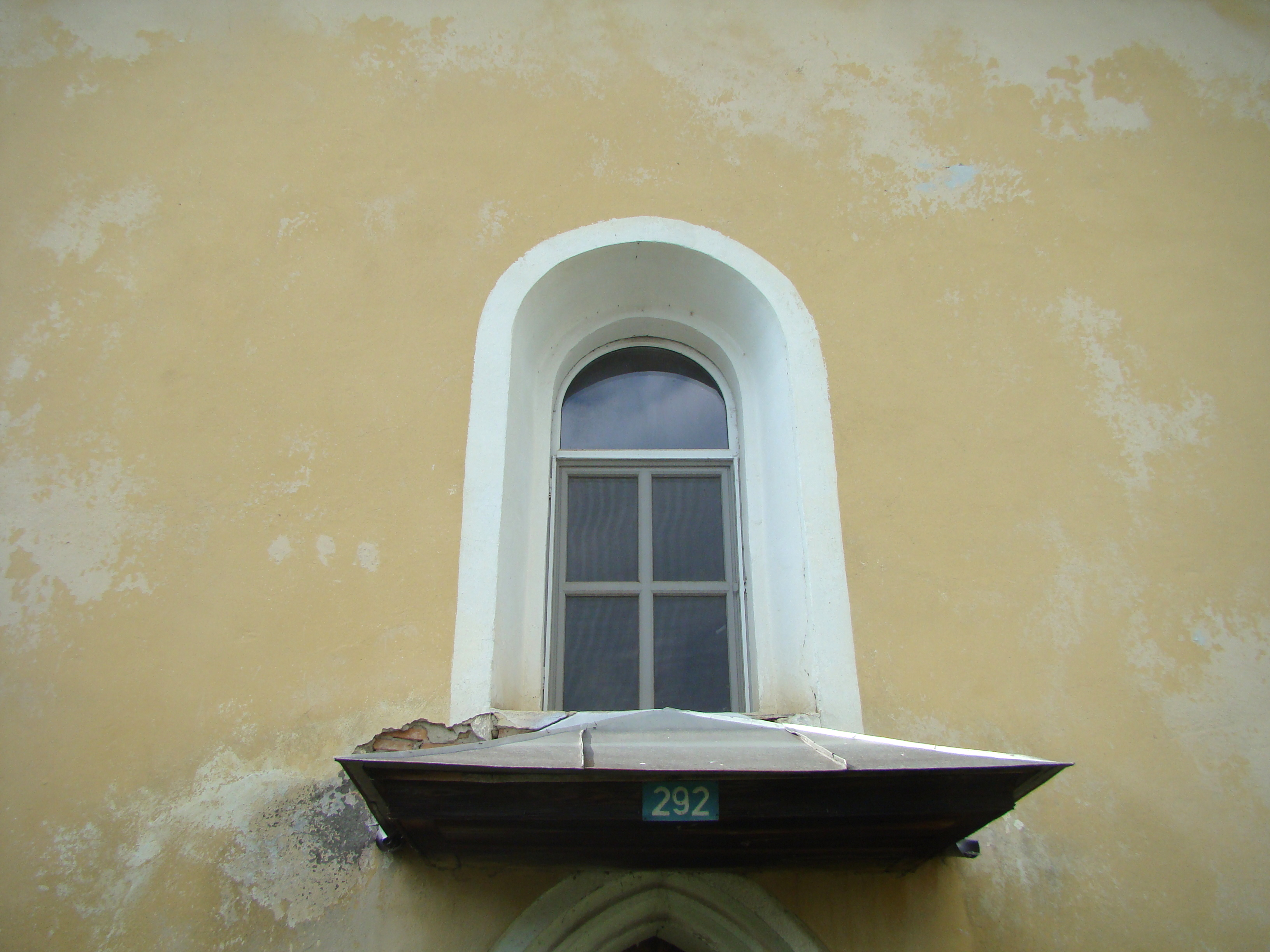
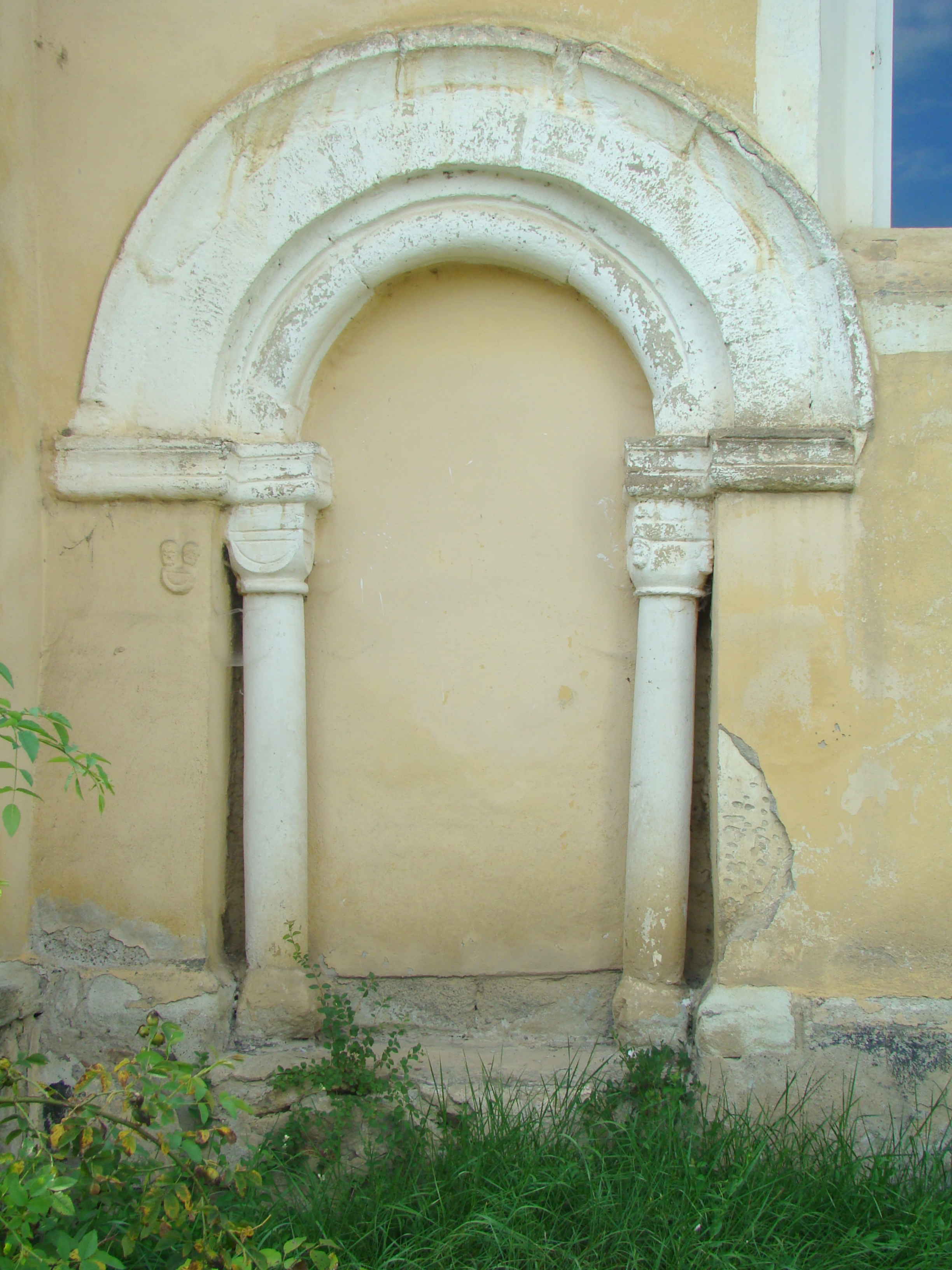
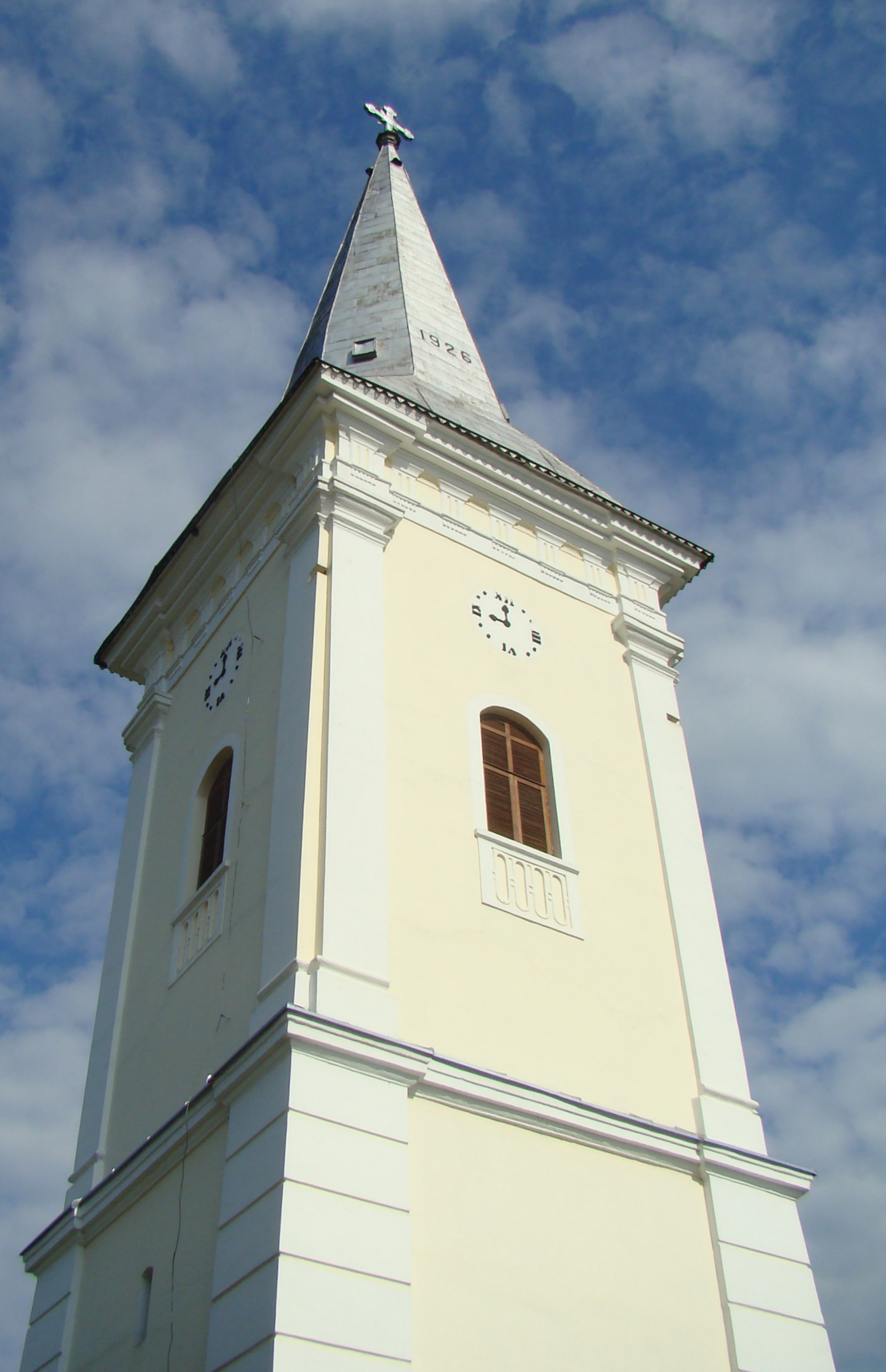
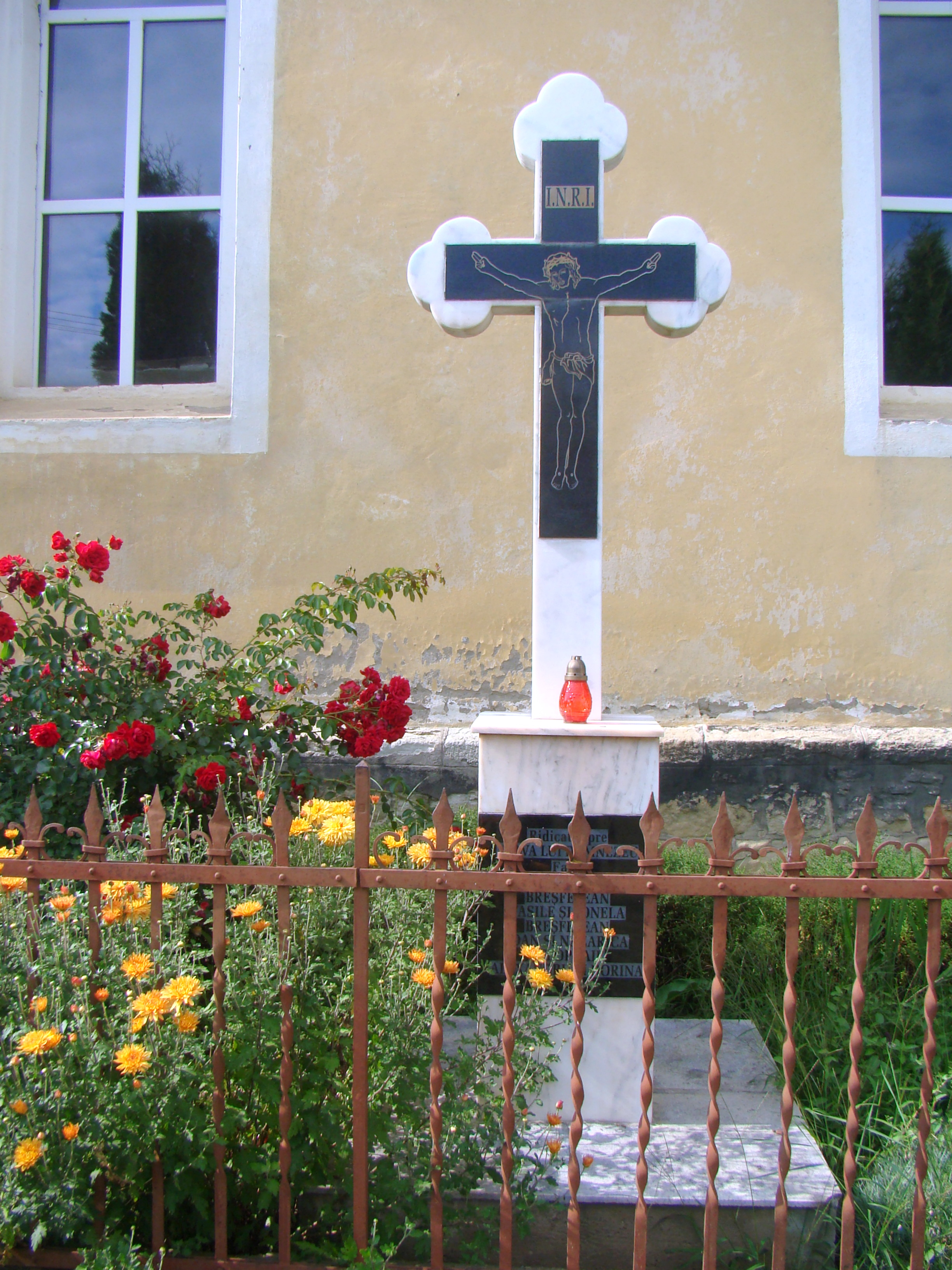